# Kulisa
Online novine za kulturu i izvedbene umjetnosti Kulisa utemeljila je skupina umjetničkih kritičara (plesnih, glazbenih, kazališnih i filmskih) okupljenih u udrugu Kulturni klub s ciljem stvaranja izdanja koje će temeljitije, potpunije, ažurnije i vizualno bogatije od tiskanih novina pridonijeti praćenju i kritičkoj valorizaciji plesne, glazbene, kazališne i filmske umjetnosti u Hrvatskoj. 
Kulisa.eu objavljuje izvorne autorske tekstove: kritičke osvrte na nove, obnovljene ili novim solistima osvježene predstave iz područja baleta, suvremenog plesa, opere, operete, mjuzikla i dramskog kazališta, te koncerte i filmove, koji povezani s našim kalendarima narednih događaja za svaku pojedinu umjetnost stvaraju preglednu i pristupačnu bazu kritika za sva umjetnička područja. Redovito objavljuje i intervjue s uglednim hrvatskim i gostujućim umjetnicima, kao i stručne recenzije knjiga, časopisa, zvučnih i video zapisa te internet stranica iz područja plesa, glazbe, kazališta i filma.
Sam naziv novina posuđen je od časopisa za kazalište, kino i variete Kulisa koji je izlazio u Zagrebu od 1927. do 1941., (s alternacijama u podnaslovu) kao znak poštovanja časopisnoj tradiciji upravo u područjima kojim se Kulisa bavi. 
Osnivači ističu da su se odlučili za online novine jer smatraju da upravo one svojim neograničenim prostorom za tekstove i fotografije, sveopćom dostupnošću za sve korisnike interneta, svakodnevnom ažurnošću i jedinstvenom umreženom strukturom mogu najbolje odgovoriti potrebama današnjih kulturofila. 
KULISA.eu postavljena je na mrežu 9. svibnja 2008., a nadopunjuje se svakodnevno. 
Pohranjena je u Digitalnom arhivu Nacionalne i sveučilišne knjižnice u Zagrebu od 24. rujna 2008.  
Glavni i odgovorni urednik je Zlatko Vidačković, a zamjenik glavnog i odgovornog urednika Željko Anzulović.
Nakladnik je Kulturni klub. To je udruga građana osnovana s ciljem promicanja plesne, glazbene, kazališne i filmske kulture.  Kulturni klub upisan je u registar udruga Republike Hrvatske dana 8. svibnja 2008. Svi potpisani tekstovi objavljeni u Kulisa.eu autorska su djela i njihovo prenošenje u drugim publikacijima nije dozvoljeno bez pisane suglasnosti autora tekstova i redakcije.

## Vanjske poveznice
- službena stranica novina: kulisa.eu